# Excentricité orbitale
Ne pas confondre avec le nombre e ni avec l'anomalie excentrique.
Pour les articles homonymes, voir Excentricité.

Exemples d'orbites caractérisées par différentes excentricités.

L’excentricité orbitale définit, en mécanique céleste et en mécanique spatiale, la forme des orbites des objets célestes.

## Notation et types d'orbites
L'excentricité est couramment notée {\displaystyle e}. Elle exprime l'écart de forme entre l'orbite et le cercle parfait dont l'excentricité est nulle.
Lorsque {\displaystyle e<1}, la trajectoire est fermée : l'orbite est périodique. Dans ce cas :
- lorsque {\displaystyle e=0}, l'objet décrit un cercle et son orbite est dite circulaire ;
- lorsque {\displaystyle 0<e<1}, l'objet décrit une ellipse et son orbite est dite elliptique.

Lorsque {\displaystyle e\geqslant 1}, la trajectoire est ouverte. Dans ce cas :
- lorsque {\displaystyle e=1}, l'objet décrit une parabole et sa trajectoire est dite parabolique ;
- lorsque {\displaystyle e>1}, l'objet décrit la branche d'une hyperbole et sa trajectoire est dite hyperbolique.

Lorsque {\displaystyle e\rightarrow +\infty }, la branche de l'hyperbole dégénère en une droite.
Avec les conventions suivantes :
- {\displaystyle c\,\!} est la demi-distance entre les foyers ;
- {\displaystyle a\,\!} est la longueur du demi-grand axe ;
- {\displaystyle b\,\!} est la longueur du demi-petit axe,

on a ces formules-ci :
| Trajectoire  | Graphe  | Graphe  | Graphe    | Excentricité {\displaystyle e={\frac {c}{a}}}      | Excentricité linéaire {\displaystyle c=ae} | Mouvement         | Énergie mécanique       |
| ------------ | ------- | ------- | --------- | -------------------------------------------------- | ------------------------------------------ | ----------------- | ----------------------- |
| circulaire   | conique | fermée  | cercle    | {\displaystyle 0}                                  | {\displaystyle 0}                          | état lié          | {\displaystyle E_{m}<0} |
| elliptique   | conique | fermée  | ellipse   | {\displaystyle {\sqrt {1-{\frac {b^{2}}{a^{2}}}}}} | {\displaystyle {\sqrt {a^{2}-b^{2}}}}      | état lié          | {\displaystyle E_{m}<0} |
| parabolique  | conique | ouverte | parabole  | {\displaystyle 1}                                  | {\displaystyle a}                          | état de diffusion | {\displaystyle E_{m}=0} |
| hyperbolique | conique | ouverte | hyperbole | {\displaystyle {\sqrt {1+{\frac {b^{2}}{a^{2}}}}}} | {\displaystyle {\sqrt {a^{2}+b^{2}}}}      | état de diffusion | {\displaystyle E_{m}>0} |

La forme générale d'une orbite est une ellipse, d'équation polaire (origine au foyer) : {\displaystyle r={\frac {p}{1+e\cos \left(\theta \right)}}} où e est l'excentricité.

## Notions connexes

### Vecteur excentricité
L'excentricité est aussi la norme du vecteur excentricité : {\displaystyle e=\lVert {\vec {e}}\rVert }.

### Angle d'excentricité
L'angle d'excentricité, couramment noté {\displaystyle \varphi }, est l'angle dont la valeur est l'arc sinus de l'excentricité : {\displaystyle \varphi =\arcsin(e)}.

## Historique
L'excentricité des orbites des planètes du Système solaire a été découverte par Johannes Kepler (1571-1630), à partir de l'orbite de Mars. Kepler a publié sa découverte dans son Astronomia nova (1609).

## Calcul de l'excentricité d'une orbite

Une ellipse avec ses axes, son centre, un foyer et la droite directrice associée. a est le demi grand-axe, b est le demi petit-axe, c est la distance entre le centre O de l'ellipse et un foyer F. L'apoapse correspond à et le périapse à.

Pour les orbites elliptiques, l'excentricité d'une orbite peut être calculée en fonction de son apoapse et de son périapse :
{\displaystyle e={{r_{a}-r_{p}} \over {r_{a}+r_{p}}}},
ce qui, après simplification, donne :
{\displaystyle e=1-{\frac {2}{(r_{a}/r_{p})+1}}},
où :
- {\displaystyle r_{a}\,\!} est le rayon à l'apoapse,
- {\displaystyle r_{p}\,\!} est le rayon au périapse.

L'excentricité d'une orbite peut aussi se calculer de la façon suivante :
{\displaystyle e={{c} \over {a}}},
où :
- {\displaystyle c\,\!} est la distance entre le centre de l'ellipse et un de ses deux foyers, soit encore la demi-distance entre les foyers. De plus, {\displaystyle c={\sqrt {a^{2}-b^{2}}}} ;
- {\displaystyle a\,\!} est la longueur du demi-grand axe ;
- {\displaystyle b\,\!} est la longueur du demi-petit axe.

## Excentricité des planètes du système solaire
| Planète | Excentricité orbitale Époque J2000 |
| ------- | ---------------------------------- |
| Mercure | 0,205 630 69                       |
| Vénus   | 0,006 773 23                       |
| Terre   | 0,016 710 22                       |
| Mars    | 0,093 412 33                       |
| Jupiter | 0,048 392 66                       |
| Saturne | 0,054 150 60                       |
| Uranus  | 0,047 167 71                       |
| Neptune | 0,008 585 87                       |

## Phénomènes modifiant l'excentricité
Lorsque deux corps sont en orbite (révolution gravitationnelle) l'un autour de l'autre, l'excentricité des orbites est théoriquement fixée au départ et ne pourrait changer. En réalité, deux phénomènes principaux peuvent la modifier. D'une part, les deux astres ne sont pas isolés dans l'espace, et l'interaction des autres planètes et corps peut modifier l'orbite et, par là même, l'excentricité. Une autre modification, interne au système considéré, est due à l'effet de marée.
Prenons l'exemple concret de la Lune tournant autour de la Terre. Comme l'orbite de la Lune n'est pas circulaire, les forces de marées auxquelles la Lune est soumise s'exercent différemment selon le point de l'orbite où se trouve la Lune, et varient donc continuellement au cours de sa révolution. Les matériaux à l'intérieur de la Lune subissent donc des forces de friction, qui sont dissipatrices d'énergie, et qui tendent à rendre l'orbite circulaire, pour minimiser cette friction. En effet, l'orbite circulaire synchrone (la Lune montrant toujours la même face à la Terre) est l'orbite minimisant les variations des forces de marée.
→ Lorsque deux astres sont en rotation l'un autour de l'autre, l'excentricité des orbites a donc tendance à diminuer.
Dans un système type « planète/satellite » (corps de faible masse en rotation autour d'un corps de masse élevée), le temps nécessaire pour atteindre l'orbite circulaire (temps de « circularisation ») est beaucoup plus élevé que le temps nécessaire pour que le satellite présente toujours la même face à la planète (temps de « synchronisation »). La Lune présente ainsi toujours la même face à la Terre, sans que son orbite soit circulaire.
L'excentricité de l'orbite terrestre est, elle aussi, variable sur de très longues périodes (en dizaines de milliers d'années), essentiellement par interaction avec les autres planètes. La valeur actuelle est d'environ 0,0167, mais dans le passé elle a déjà atteint une valeur maximale de 0,07.

## Effet sur le climat
La mécanique orbitale exige que la durée des saisons soit proportionnelle à la superficie de l'orbite de la Terre qui a été balayée entre les solstices et les équinoxes. Par conséquent, quand l'excentricité orbitale est proche des maximums, les saisons qui se produisent à l'aphélie sont sensiblement plus longues.
À notre époque, la Terre arrive à son périhélie au début de janvier, dans l'hémisphère nord, l'automne et l'hiver se produisent lorsque la Terre est aux zones où sa vitesse de parcours de son orbite est la plus élevée. Par conséquent, l'hiver et l'automne (septentrionaux) sont légèrement plus courts que le printemps et l'été. En 2006, par exemple, l'été a été 4,66 jours plus long que l'hiver et le printemps 2,9 jours plus long que l'automne. C'est l'inverse pour la durée des saisons australes.
Par l'action combinée entre la variation d'orientation du grand axe de l'orbite terrestre et de la précession des équinoxes, les dates d'occurrence du périhélie et de l'aphélie avancent lentement dans les saisons.
Dans les 10 000 prochaines années, les hivers de l'hémisphère nord deviendront progressivement plus longs et les étés plus courts. Toute vague de froid sera néanmoins compensée par le fait que l'excentricité de l'orbite terrestre sera presque réduite de moitié, réduisant le rayon moyen de l'orbite, augmentant ainsi les températures dans les deux hémisphères.